# Carmen Cervera
María del Carmen Rosario Soledad Cervera y Fernández de la Guerra (Sitges, 23 de abril de 1943), conocida en España como Carmen Cervera, Carmen Thyssen o baronesa Thyssen-Bornemisza, es una socialite y coleccionista española de nacionalidad suiza, reconocida por su actividad en el mundo del arte.
Se dio a conocer en 1961 como miss en varios concursos de belleza y a partir de 1965 como esposa del actor estadounidense Lex Barker. Entre 1967 y 1981 trabajó como actriz en varios filmes españoles y europeos. En 1985 alcanzó la cima social y mediática al convertirse en la quinta esposa del barón Hans Heinrich von Thyssen-Bornemisza, uno de los mayores coleccionistas de arte del siglo XX; y en los años siguientes la nueva baronesa Carmen Thyssen agitó la museística internacional por su mediación para que la fabulosa colección Thyssen-Bornemisza fuera expuesta y conservada en España, en el Triángulo del Arte de Madrid; proceso que culminó en julio de 1993 con la compra del núcleo de la colección por parte del Estado español.
Personaje recurrente de la prensa rosa, Carmen Thyssen-Bornemisza ha formado su propia colección de arte, que exhibe en varios museos públicos en régimen de préstamo, y su fortuna se estima en 900 millones de euros; desde 2013 ocupa el 7.º puesto entre las mujeres más ricas de España, y se sitúa en el puesto 45.º entre las mayores fortunas españolas.

## Biografía
Si bien Carmen Cervera conoció los ambientes de clase alta desde joven, realmente nació en el seno de una familia trabajadora que residía en la zona vieja de Barcelona. Su padre, Enrique Cervera Anfruns y Manent (fallecido en 1971), era un mecánico de motos con taller en la calle Balmes de Barcelona, en pleno Ensanche; tenía conocimientos en ingeniería industrial. Según algunas fuentes, su familia paterna (los Cervera Anfruns) fue propietaria de Sal Costa, una empresa procesadora de sal marina, actualmente propiedad de unos alemanes. Su madre, María del Carmen Fernández de la Guerra y Álvarez (fallecida el 22 de febrero de 1992 en Madrid), era madrileña, de una familia procedente de Valladolid y de Los Arcos (Navarra), pueblo donde Carmen Cervera pasaría algunos veranos siendo niña, en casa de sus abuelos maternos (su abuela se llamaba María del Pilar Sabina Álvarez Gash). Allí existe actualmente una Casa de Cultura con su nombre, a cuya inauguración acudió en 2000.

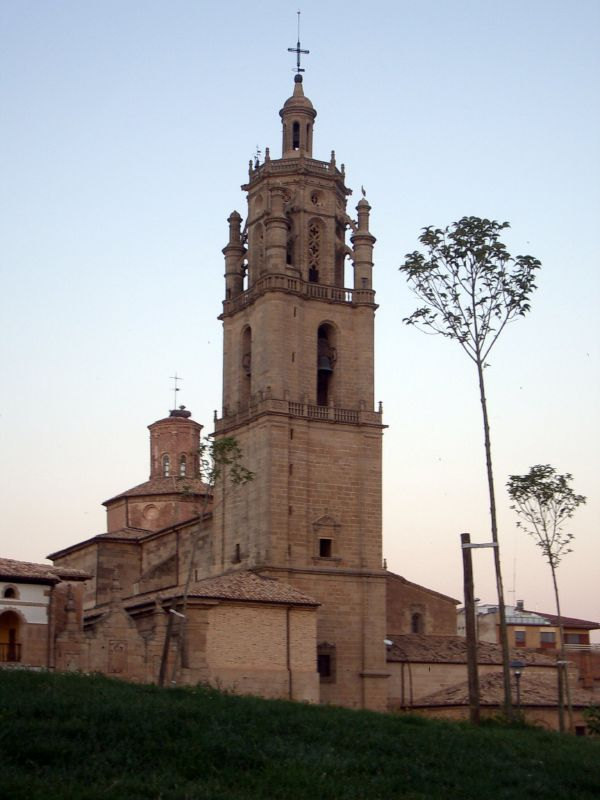
Iglesia de Los Arcos, localidad natal de la abuela materna de Carmen Cervera, quien en 2000 inauguró allí una Casa de Cultura con su nombre.

Los padres de Carmen se separaron cuando ella tenía cinco años y la madre optó por mudarse con los dos hijos a la zona alta de la Ciudad Condal, aunque según alguna biografía la separación conyugal se encubrió durante largo tiempo y los padres acudían juntos a compromisos sociales simulando ser un matrimonio bien avenido. Ello se explicaría por el deseo de no traumatizar a los niños y también por los prejuicios morales de la época, ya que no existía aún la ley del divorcio. Carmen tuvo dos hermanos: Gloria (que murió a los pocos meses de vida) y Guillermo, quien se instaló como empresario en Andorra en la década de los 80 y falleció en 2003.

### Etapa estudiantil
Carmen Cervera tuvo una formación escolar selecta, en colegios privados, gracias a los esfuerzos de su madre, quien se empeñó en asegurarle una buena educación y en integrarla en los ambientes adecuados para encaminarla hacia el éxito social. La madre, muy atractiva y con dotes para el canto, se sentía frustrada por no haber podido aspirar a una vida mejor; lo que la llevó a procurar que sus hijos sí lo lograsen.
La joven Tita estudió en varios centros privados de Barcelona donde recibió una educación de carácter internacional: el Colegio Lestonnac, el Mary Mount International High School,  y el Liceo Francés; así como en los Sagrados Corazones de El Escorial. Siendo adolescente completó estudios en Londres, donde tuvo la ocasión de participar en una actuación de baile flamenco ante Isabel II. Algunas biografías añaden que también pasó por un internado en Suiza. Debido a sus estudios y a sus continuos viajes, habla alemán, francés, inglés, italiano, además del catalán y del castellano.

### DemissEspaña a Hollywood
Carmen Cervera destacó desde jovencita por su belleza y chispeante carácter; cualidades que su madre procuró canalizar. Con apenas 18 años, y animada por ella, en 1961 Tita se presentó al certamen de Miss España como representante de Cataluña. El jurado del certamen (presidido por el periodista Luis María Anson) reunió a varias celebridades como la condesa de Romanones Aline Griffith, el actor Fernando Rey, el torero Luis Miguel Dominguín y la periodista Natalia Figueroa, futura esposa del cantante Raphael. Carmen ganó la corona de miss y -según contó Anson- lo hizo de manera inapelable: eclipsó a las demás chicas por su exuberante presencia y estatura, bastante alta para la época.
Su madre se empeñó en hacerla popular, y consiguió que el diario La Vanguardia la promocionase publicando su primera entrevista. En aquella época Carmen trabajó como modelo fotográfica anunciando relojes de pulsera. Posteriormente, se presentó al concurso de Miss Europa, donde quedó cuarta; llegó al tercer puesto en el certamen de Miss Internacional en Long Beach (California), y nuevamente obtuvo el tercero en Miss Mundo 1961, cuya final se celebró en Londres con el cómico Bob Hope en el jurado. Estos certámenes de belleza le proporcionaron cierta relevancia fuera de su país, y de hecho competir en Miss Internacional brindó a Carmen un primer contacto con los círculos sociales de Hollywood, pues en una fiesta de este concurso conoció a Marilyn Monroe (quien le pareció diminuta de estatura, aunque muy bella), Frank Sinatra (que le hizo algún comentario picante), Sammy Davis Jr. y Dean Martin.

### Primer marido: Lex Barker
En 1965 Carmen Cervera se casó en Ginebra con el actor estadounidense Lex Barker (1919-1973), 24 años mayor que ella y que había sido famoso en su juventud por encarnar a Tarzán en varias películas; en su madurez Barker rodó principalmente en Italia (tuvo un papel en La dolce vita de Federico Fellini) y en Alemania. La pareja se había conocido tres años antes en un vuelo de Roma a Zúrich cuando ella se acercó a pedirle un autógrafo por sugerencia de su madre . Gracias a este matrimonio, Carmen pasó a residir en Los Ángeles y se integró en los círculos sociales del cine americano. Intepretó papeles breves en dos películas europeas protagonizadas por Barker: Karneval der killer (Los matones), en la que participó Stewart Granger, y Mister Dynamit (1967), donde Lex y Carmen se codearon con Amedeo Nazzari. Aun así, él impidió que ella iniciase una carrera estable como actriz, tal vez escarmentado por su fallido matrimonio con Lana Turner.

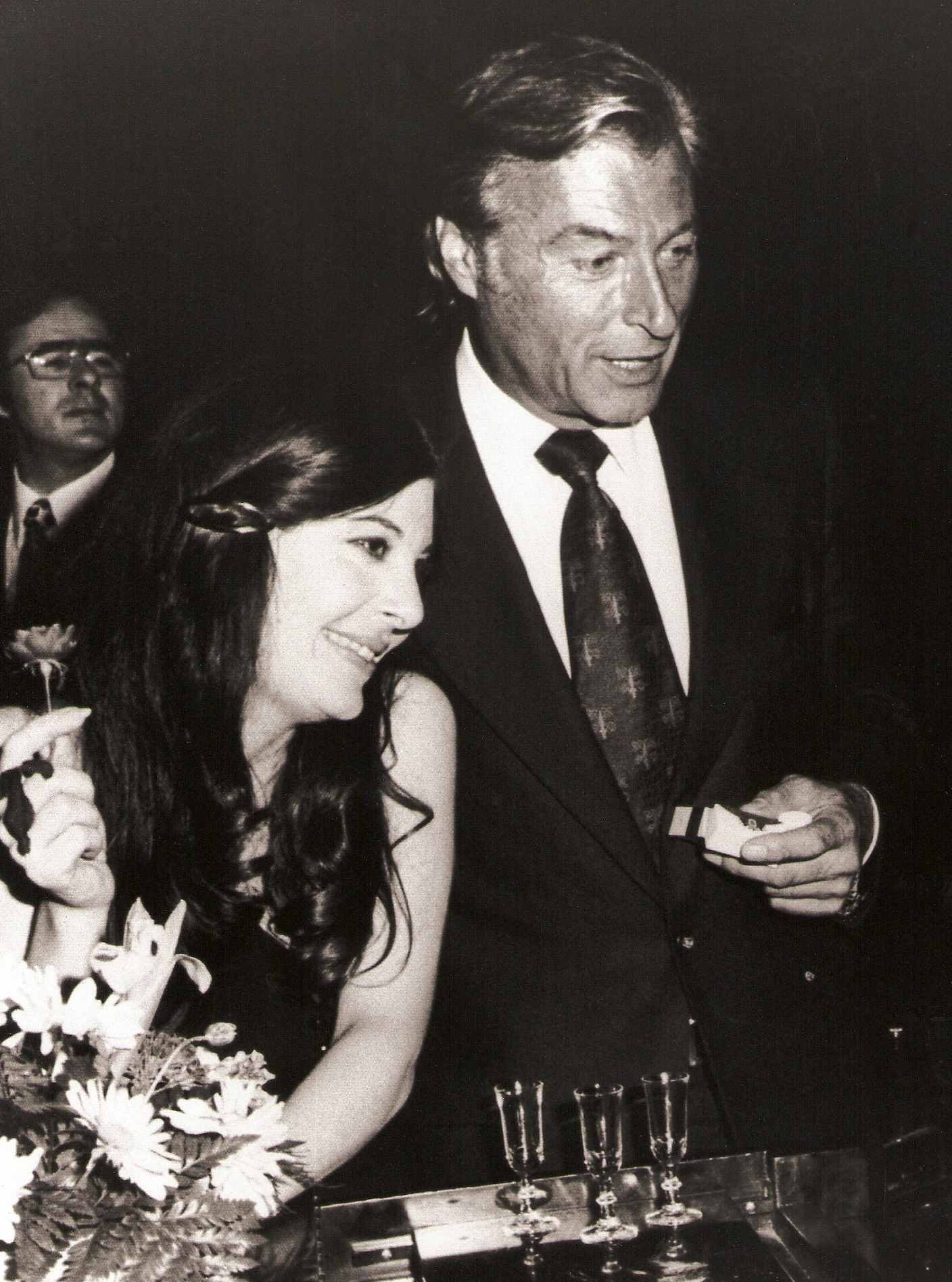
Lex Barker, primer marido de Carmen Cervera, en una fotografía junto a la actriz Karen Kondazian (mayo de 1973).

Carmen enviudó inesperadamente en mayo de 1973 cuando Lex Barker murió de un infarto en Nueva York. Algunas fuentes afirman que la pareja vivía una crisis matrimonial y la explican por la diferencia de edad entre ellos y por el carácter posesivo del actor; incluso hay quien dice que el fallecimiento se produjo en pleno proceso de divorcio. Carmen heredó la mayor parte de los bienes de Barker, entre ellos el chalé Mas Mañanas en San Felíu de Guixols que él había construido (tenía estudios de arquitectura) en un terreno aportado por el padre de ella.

### Segundo marido: Espartaco Santoni
En 1973 Carmen Cervera comenzó una relación con el conocido productor de cine y playboy venezolano Espartaco Santoni (1937-1998). Se casaron en Nueva York el 28 de febrero de 1975, pero la nueva pareja tuvo una relación tormentosa y se rumoreó que Tita fue víctima de malos tratos. Santoni se vio implicado en litigios por estafa y falsedad documental, ingresando en prisión, y perjudicando económicamente a su esposa, por quien se pidió la búsqueda y captura por sacar del país una película que él había producido y que estaba embargada. Santoni terminó arruinando a Carmen Cervera, pues se dio a la fuga después de que ella pagase una fianza millonaria para sacarlo de la cárcel. A la postre, este conflictivo matrimonio se descubrió no válido por bigamia, ya que él nunca se divorció de su primera mujer, lo cual Carmen desconocía.

### Actriz de cine
En sus años de relación con Santoni, Carmen Cervera participó en películas mayormente de discreta calidad; alguna de ellas perteneciente al género de comedia de destape típica de la Transición. Las dos más estimables son coproducciones de cierta ambición: el suspense titulado Objetivo: matar (1977), con Lee van Cleef y John Ireland, y La guerra de los misiles (The Tehran Incident, 1978), con Peter Graves, Curd Jürgens y David Carradine. También se cita una coproducción rodada en México con Robert Wagner. El historial cinematográfico de Tita Cervera suele citarse con erratas en muchas webs extranjeras, pues se la confunde con otra actriz de nombre similar, Carmen García Cervera, quien participó en alguna película de Paco Martínez Soria.
Su último trabajo en el cine sería la comedia El primer divorcio (1981), producida por José Frade y dirigida por Mariano Ozores, en la cual protagonizó escenas de desnudo, dentro del tono picaresco habitual en el cine de la época. Ya en ese mismo año ella inició su noviazgo con el barón Thyssen, lo cual la alejó de los platós.

### Primer hijo: Borja
El 24 de julio de 1980, un año antes de conocer al barón, Carmen dio a luz su único hijo biológico, Alejandro Borja. Esto redobló su presencia en las revistas, ya que ella ocultó la paternidad de su hijo; además, Interviú publicó unas fotografías suyas tomando el sol desnuda con una avanzada gestación. Habían sido hechas por una amiga, la actriz Paula Pattier, quien las dio a conocer sin su permiso.
La identidad del padre de Borja se encubrió durante casi veinte años, y Carmen Cervera terminó reconociendo en 2009 que fue fruto de una relación con el publicista santanderino Manuel Segura (1943-2020). A espaldas de la prensa, el niño mantuvo la relación con su padre biológico con visitas en algunos fines de semana.
Los medios rumorearon que en aquella época Carmen fue pretendida por Kirk Kerkorian, un magnate de Hollywood y Las Vegas, presidente de la poderosa MGM Grand Inc., y que la relación no prosperó.

### Tercer marido: el barón Thyssen

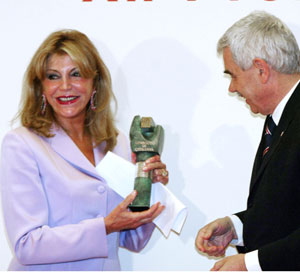
Carmen Thyssen el 8 de junio de 2005, recibiendo el XII Premio Blanquerna de manos del expresidente de la Generalidad de Cataluña y exalcalde de Barcelona Pasqual Maragall.

En 1981 Carmen Cervera era una madre soltera de 38 años con una irregular carrera en el cine, pero ese año dio el salto a la alta sociedad: la acaudalada familia Davidoff, viejos conocidos de su etapa con Lex Barker, la invitaron a un crucero en Costa Smeralda (Cerdeña), y durante una cena en la casa del joyero Manfred Horowitz conoció al que sería su tercer marido, Hans Heinrich von Thyssen-Bornemisza (1921-2002); un magnate y coleccionista 22 años mayor que ella. Él era cosmopolita por sus negocios y por biografía: hijo de un industrial alemán y de una baronesa húngara, había nacido en Holanda, tenía nacionalidad suiza y domiciliaba sus empresas mayormente en Mónaco y en otros países fiscalmente ventajosos. En España era virtualmente desconocido, pero en el extranjero era famoso tanto por sus cuadros (que atesoraba mayormente en Villa Favorita, en Lugano) como por su agitada vida matrimonial, con varias bodas y divorcios. Carmen y Heini Thyssen iniciaron su relación discretamente y no se casaron hasta cuatro años después, ya que él aún litigaba para divorciarse de su cuarta esposa, Liane Denise Shorto, en un proceso judicial seguido ávidamente por la prensa británica. La boda civil se formalizó en agosto de 1985 en un juzgado de Daylesford (Worcestershire, Inglaterra), no lejos de una mansión campestre propiedad del barón, y se celebró al mes siguiente con una sonada fiesta a la que acudieron VIPs de varios países como los condes Spencer (padres de la princesa Diana de Gales), Ira von Fürstenberg, Gunilla von Bismarck, Carmen Martínez-Bordiú Franco o el polémico Claus von Bülow, acusado de un sonado caso de envenenamiento (que sería llevado al cine con Jeremy Irons). A raíz del enlace el barón dio su apellido a Borja (Alejandro Borja Thyssen-Bornemisza de Kászon et Impérfalva) y le reconoció como hijo propio. Carmen adoptó la nacionalidad suiza y su nombre oficial era María del Carmen Rosario Soledad Freifrau von Thyssen-Bornemisza de Kászon et Impérfalva; un apelativo nobiliario, pues actualmente en Hungría y Alemania los títulos de nobleza no tienen la validez del pasado pero se permite su uso como parte del apellido.

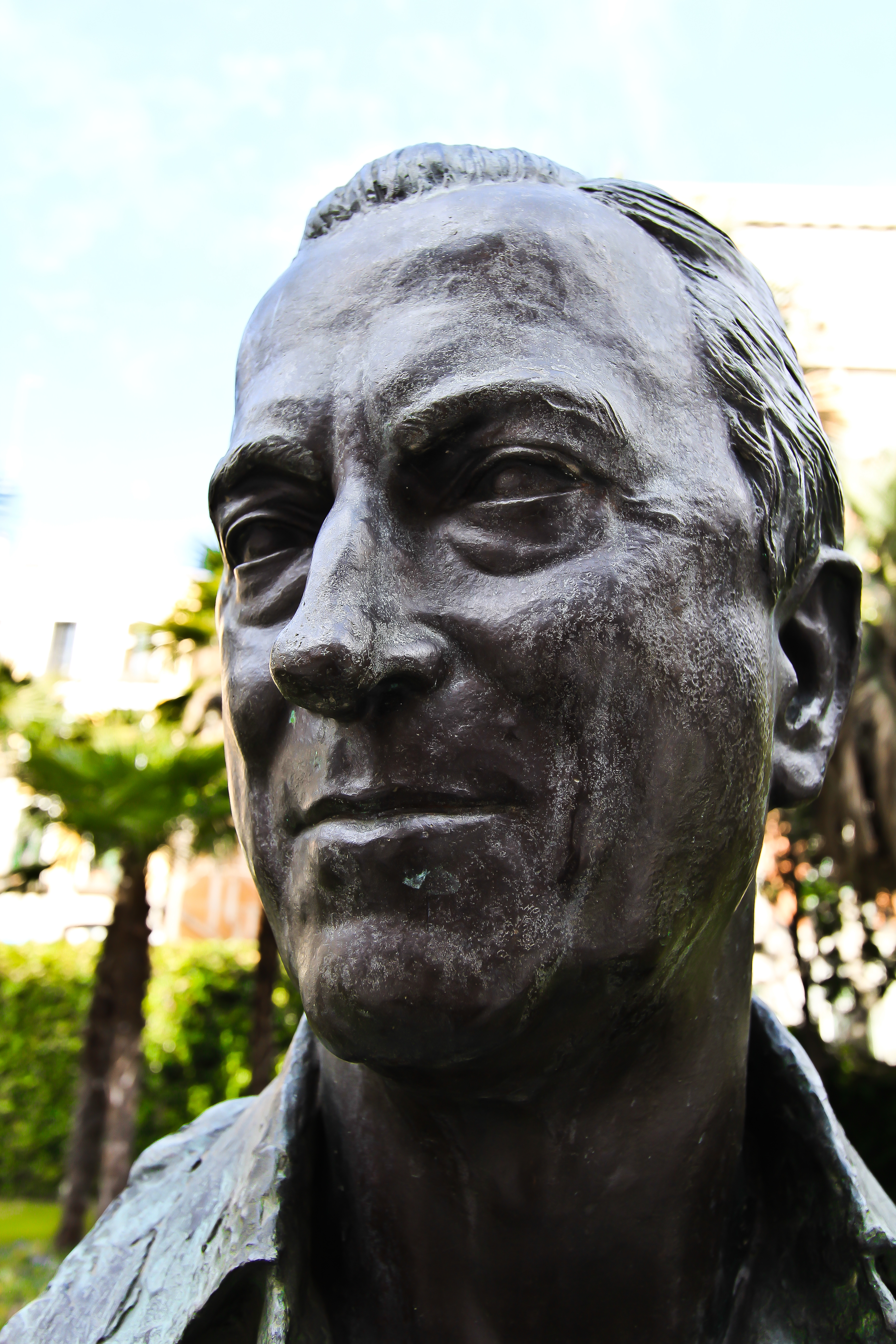
El barón Thyssen, retratado en una estatua a las puertas del museo de Madrid.

Tras años de un noviazgo de perfil discreto, vivido mayormente en el extranjero, la boda relanzó a Carmen como figura mundana en España, de modo que se convirtió en una celebridad recurrente de la prensa rosa, conocida por su perenne sonrisa y vistosos atuendos. Se sumergió en una activa vida social muy viajera y mayormente vinculada al mundo del arte, codeándose con miembros de la Familia real británica (Carlos de Inglaterra, la condesa de Snowdon), con Raisa Gorbachov, con magnates como Malcolm Forbes... En el verano de 1986, en Marbella, fue distinguida con el título de Lady España, precediendo a la duquesa de Alba. El auge mediático de la nueva baronesa Thyssen llegó a su cima a partir de 1988: ella tuvo un papel clave en las negociaciones entre los Thyssen y el Gobierno español para la ubicación de la colección familiar en Madrid, objetivo por el que pugnaban varios países; y de hecho Margaret Thatcher culpó a las dotes persuasivas de Carmen por la decisión final del barón. La inauguración del Museo Thyssen-Bornemisza el 8 de octubre de 1992 atrajo hacia Carmen Thyssen todos los flashes; a sus 49 años lució una espléndida figura con un colorista vestido de Jean-Louis Scherrer y un diamante de 179 kilates denominado ''Estrella de la Paz'', valorado en aquella época en tres millones de dólares. Durante el acto se descubrieron los retratos, realizados por el pintor Ricardo Macarrón, de los barones Thyssen y los reyes de España, que presiden la entrada de visitantes al museo. Desafortunadamente la madre de Carmen había fallecido pocos meses antes y no pudo presenciar una consagración social que ella había propiciado con sagaces consejos.
En la década de los 80, ya desposada por Heini Thyssen, Tita se hizo clienta asidua de la Alta Costura. Para asistir a los numerosos actos sociales y cenas de gala junto al barón, Carmen puso su confianza en la prestigiosa casa de modas Balmain, además de forjar amistad con el diseñador Hubert de Givenchy. De acuerdo a su gusto personal, la baronesa lucía llamativos vestidos y grandes joyas pero prefería peinarse ella misma, sin pasar largas horas en salones de belleza. En el año 2004, donó uno de sus espectaculares vestidos al  Museo del Traje de Madrid.

### Viudedad y dos hijas más
En la primavera de 1994, apenas un año después de vender su colección al Gobierno español, Heini Thyssen tuvo que ser operado dos veces por problemas cardíacos, y pocos meses después sufrió una seria apoplejía de la que no se recuperó plenamente. Su esposa Carmen permaneció junto a él, y de hecho éste fue el más estable y tranquilo de sus cinco matrimonios. El barón falleció en 2002, distanciado de su hijo mayor por el reparto de dividendos y cuestiones de herencia que llegaron a los tribunales y fueron ampliamente aireados en la prensa. Escasos meses antes de morir, el magnate había conseguido cerrar con su esposa Carmen y sus cinco hijos (fruto de varios matrimonios) el llamado Pacto de Basilea; reparto de bienes que puso fin a un tortuoso y costosísimo litigio en un juzgado de Bermudas. Ya desde años antes la baronesa Thyssen había elegido obras de arte en lugar de otras propiedades para conformar su propia colección.
En 2007, ya viuda del barón, Carmen Cervera adoptó dos mellizas, recién nacidas en Estados Unidos bajo vientre de alquiler mediante fecundación in vitro: María del Carmen y Guadalupe Sabina. Las niñas fueron presentadas públicamente en la revista ¡Hola! en mayo de 2008. Esta noticia generó gran expectación y controversia en los medios pues la paternidad de las mellizas es discutida, y algunas fuentes apuntan a que el donante pudo ser su propio hijo Borja gracias a la intervención de una clínica en Barcelona, por lo cual, el padre sería a la vez hermano de las niñas adoptadas.

### Nuera y nietos
En ese mismo año 2007, su hijo Borja contrajo matrimonio con Blanca María Cuesta Unkhoff (1973), diplomada en Magisterio y Enfermería, e hija del doctor Miguel Cuesta y de la enfermera alemana Heidi Unkhoff. Carmen Cervera no asistió al enlace (celebrado en un rocambolesco secretismo por una exclusiva periodística) ni aprobó la relación durante años, produciéndose complejas disputas con la herencia del barón, ya que su hijo Borja tenía una herencia que empezaba a gestionar a partir de los 18 años, para la cual su madre tenía que dar el consentimiento.
El 31 de enero de 2008 su hijo Borja y su esposa, Blanca Cuesta, le dieron su primer nieto al que llamaron Sacha. El 5 de agosto de 2010 nació el segundo hijo de la pareja, Eric. El 10 de octubre de 2012 nació el tercer hijo, Enzo. El 30 de noviembre de 2014 nació la cuarta hija Kala. El 19 de diciembre de 2020, el matrimonio da la bienvenida a su quinto hijo, una niña llamada India.

### Teleseries biográficas
En el año 2011, la cadena venezolana Venevisión de la mano del escritor Martín Hahn emite una telenovela llamada La viuda joven, un argumento de crimen y misterio inspirado (muy libremente) en la vida de Carmen Cervera y protagonizado por la actriz venezolana Mariángel Ruiz. 
También en 2011, el canal español Telecinco estrenó la serie Carmen Cervera, la baronesa, una película biográfica sobre la coleccionista de arte y filántropa protagonizado por Silvia Tortosa, Mar Regueras y Esmeralda Moya, quienes encarnan a Carmen en distintas edades.

## Mecenazgo y coleccionismo

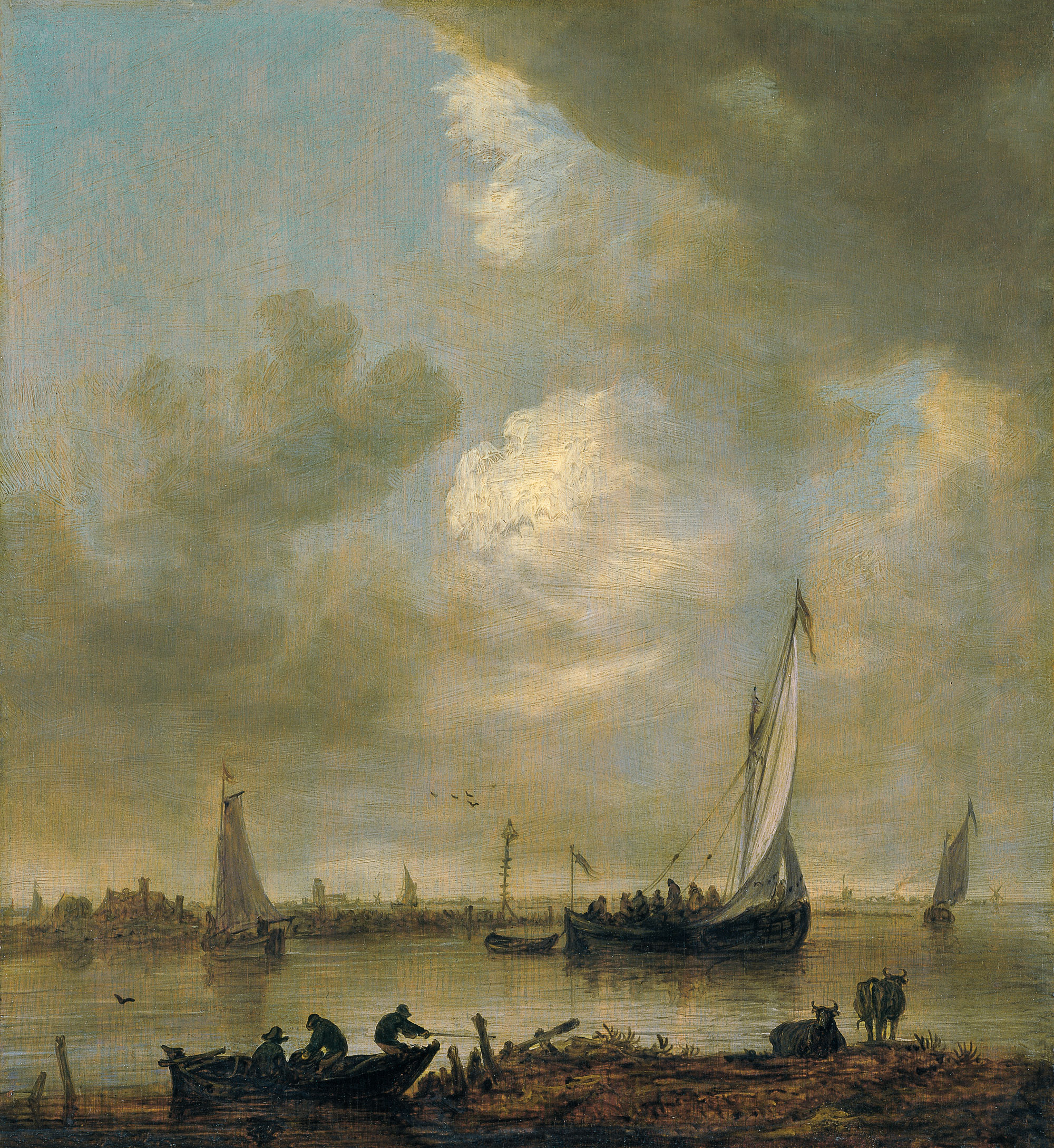
Estuario fluvial con barcas y pescadores, cuadro de Jan van Goyen propiedad de Carmen Thyssen.

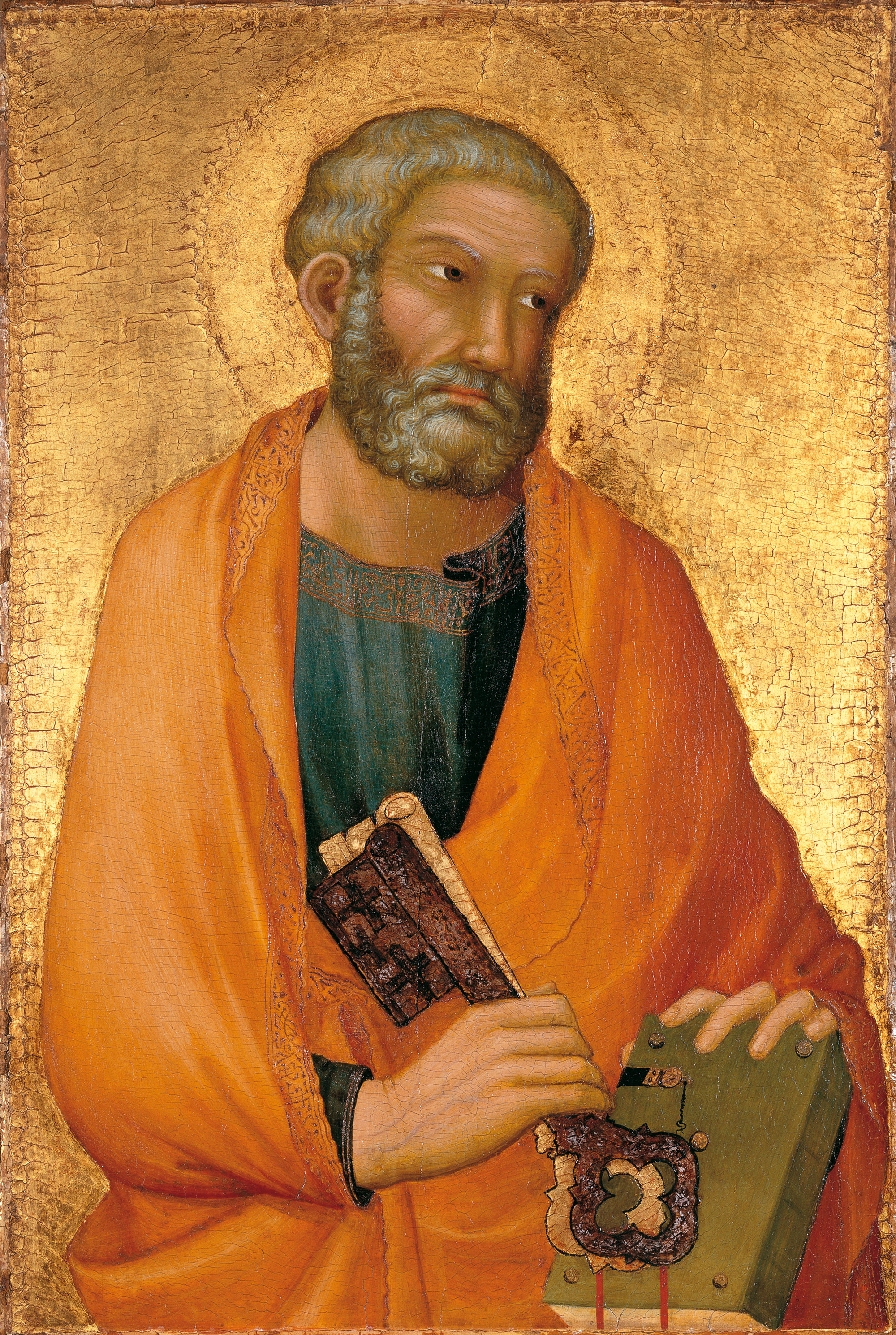
San Pedro de Simone Martini, una de las joyas de la Colección Carmen Thyssen-Bornemisza.

A raíz de su noviazgo y posterior boda, a mediados de la década de 1980 el barón Hans Heinrich von Thyssen-Bornemisza introdujo a Carmen Cervera en el mundo del coleccionismo de arte, y a través de la influencia de ella, la familia Thyssen estrechó lazos con España, país que hasta entonces apenas conocían. Aconsejada por su madre, Carmen persuadió al barón para que fijase su residencia habitual en Madrid, lo que pudo contribuir a que él eligiese esta ciudad como sede definitiva de su colección.

### Museo Thyssen-Bornemisza
En 1986, una selección de 117 obras modernas propiedad del barón se expuso en la Biblioteca Nacional de Madrid  y en el Palacio de la Virreina de Barcelona, y al año siguiente otra selección de 50 cuadros antiguos se expuso en la Academia de San Fernando. Ya en aquellos años el esposo de Cervera se planteaba qué futuro dar a su fabulosa colección privada, que recopilaba 1000 obras de arte y estaba valorada en 2000 millones de dólares; deseaba garantizar a largo plazo su continuidad y correcta exhibición. Tras descartar la idea inicial de una ampliación de la mansión familiar de Lugano, Villa Favorita, el barón decidió trasladar sus cuadros a otro país, y así comenzó la gran puja artística del siglo XX. Hubo numerosas ofertas, como la realizada por la Fundación Getty, que llegó a ofrecer alrededor de 1500 millones de dólares por albergar la colección del barón, pero este prestó atención a la sugerencia de su esposa, quien propuso que España albergase sus tesoros. En estos primeros contactos desempeñó un papel clave Luis Gómez-Acebo, duque de Badajoz, quien era cuñado del rey Juan Carlos I y uno de los miembros del trust que tutelaba la colección.
El proceso de negociación entre los Thyssen y el Gobierno español arrancó formalmente en 1988, con la firma de un protocolo que estipulaba el préstamo temporal de la colección (una selección de 775 obras) en régimen de alquiler. Ese mismo año, Carmen Cervera recibiría de manos de Juan Carlos I de España la banda de dama de la Orden de Isabel la Católica. La finalidad de la cesión solo temporal de la colección era poner a prueba la gestión del nuevo museo, demostrar su idoneidad y vencer las posibles reticencias de los herederos del barón ante una cesión definitiva. En tales condiciones se abrió en 1992 el Museo Thyssen-Bornemisza de Madrid, con algunas sugerencias decorativas de Carmen Cervera que en su momento encontraron la oposición del arquitecto Rafael Moneo, como los suelos de mármol travertino y el estuco de color asalmonado en las paredes. Moneo prefería suelos de madera y paredes blancas. La fórmula jurídica del alquiler tuvo éxito: tras unos meses de rodaje del museo, el barón y sus herederos quedaron satisfechos y en junio de 1993 llegaron a un acuerdo de venta con España, el cual garantizaba la pervivencia del núcleo de la colección (775 obras, entre ellas el núcleo indivisible de las 451 más importantes), a salvo de vaivenes de herencia.
El mérito más sobresaliente que se atribuye a Carmen Cervera es el haber tenido un papel fundamental en la adquisición por parte de España, en condiciones muy ventajosas, de una de las colecciones pictóricas más importantes del mundo, permitiendo así el acceso público a este impresionante patrimonio artístico. Según el diario The New York Times, era considerada en su día la única colección comparable con la Royal Collection de la reina Isabel II. Este repertorio entrañaba especial interés para España, pues gran parte de los artistas incluidos, como muchos primitivos italianos, los impresionistas y el arte moderno internacional, carecían de presencia en los museos estatales; de modo que con una sola operación se paliaron (al menos en cierto grado) las carencias dejadas por siglos de una política museística insuficiente.
El precio pagado por el Estado español a la familia Thyssen fue de 350 millones de dólares (al cambio, unos 44.100 millones de pesetas de la época), una cifra muy favorable para España pues era notoriamente inferior al valor de mercado, que se estimaba en una cantidad superior a los 2000 millones de dólares, que entonces equivalían a unos 280 000 millones de pesetas. El contrato de compraventa incluía obligaciones como mantener la colección unida, sin revender ninguna de las obras, así como cubrir el déficit financiero que el nuevo museo pudiese generar en su funcionamiento; condiciones difíciles de cumplir en una gestión privada y que ayudan a explicar la importante rebaja en el monto económico del acuerdo. El dinero se repartió entre los herederos del barón, y el matrimonio continuó agregando cuadros al grupo de obras de arte excluidas del acuerdo con España.
En 2002 murió el barón Thyssen, dejando a Cervera como «la viuda más rica de Europa» según la prensa del momento. En los últimos años de vida de Heini, ella había vivido una lucha con los hijos del barón por la multimillonaria herencia; conflicto que se dio por cerrado cuando el magnate suscribió un acuerdo (Pacto de Basilea) que puso fin a uno de los litigios más caros e interminables de la historia hasta ese momento. Este proceso judicial, desarrollado en las Bermudas, fue tan complejo y reunió a tantos letrados que fue necesario ampliar la sede del juzgado. Gran parte de los bienes que Carmen percibió figuraban a nombre de trusts y empresas domiciliadas en paraísos fiscales, tal como había hecho el barón durante décadas; circunstancia que ha generado controversia en los últimos tiempos al considerarse que la baronesa estaría incurriendo en evasión fiscal. Pero a decir verdad, desde su boda con el barón no es ciudadana española, sino suiza, y el grueso de su fortuna tampoco tiene origen nacional; por lo que en sentido estricto no debería tributar por toda ella en España.
En la actualidad Carmen Cervera sigue de cerca el funcionamiento del Museo Thyssen de Madrid, de cuyo patronato es miembro de manera vitalicia. En 2004 el museo inauguró una ampliación en dos edificios colindantes, cuya planta baja se destina a exposiciones temporales mientras que las superiores presentaron una selección de más de 200 pinturas propiedad de la baronesa, cedidas en préstamo gratuito por diez años prorrogables. Tras diversas prórrogas del acuerdo y varios años de complejas negociaciones, en febrero de 2022 Carmen, su hijo Borja y el ministro de Cultura Miquel Iceta suscribieron un nuevo acuerdo de préstamo, en forma de arrendamiento pagado (6,5 millones de euros anuales), que asegura para 15 años la permanencia de 330 obras de la colección.
En 2006 Carmen fue igualmente noticia por otra razón: rechazó públicamente los planes de reforma que el alcalde de Madrid, Alberto Ruiz-Gallardón, formuló para la reorganización del paseo del Prado según diseños del arquitecto portugués Álvaro Siza. El aumento del tráfico, así como la tala de árboles del paseo fueron las objeciones principales de Cervera a estas reformas, aunque, según el punto de vista del Ayuntamiento, las dos opciones presentadas suponían una mejora de las condiciones del Museo Thyssen-Bornemisza: se aumentaría la amplitud de la acera del museo y los carriles de circulación rodada se reducirían. Estos argumentos no convencieron a la baronesa, quien amenazó con llevarse su colección a otro emplazamiento de Madrid con menor tráfico, y en una protesta -ampliamente recogida por los medios- se encadenó a un árbol del paseo del Prado. El ministro de Cultura, César Antonio Molina, medió para que la baronesa accediera a que fueran dos y no cinco los carriles que pasaran por delante de la pinacoteca, y a que ningún árbol de ese pulmón verde de Madrid fuera talado en la reforma, de modo que las partes enfrentadas parecieron llegar a un acuerdo. El estallido de la crisis económica a partir de 2008 ha postergado esta gran reforma urbanística de alto coste.

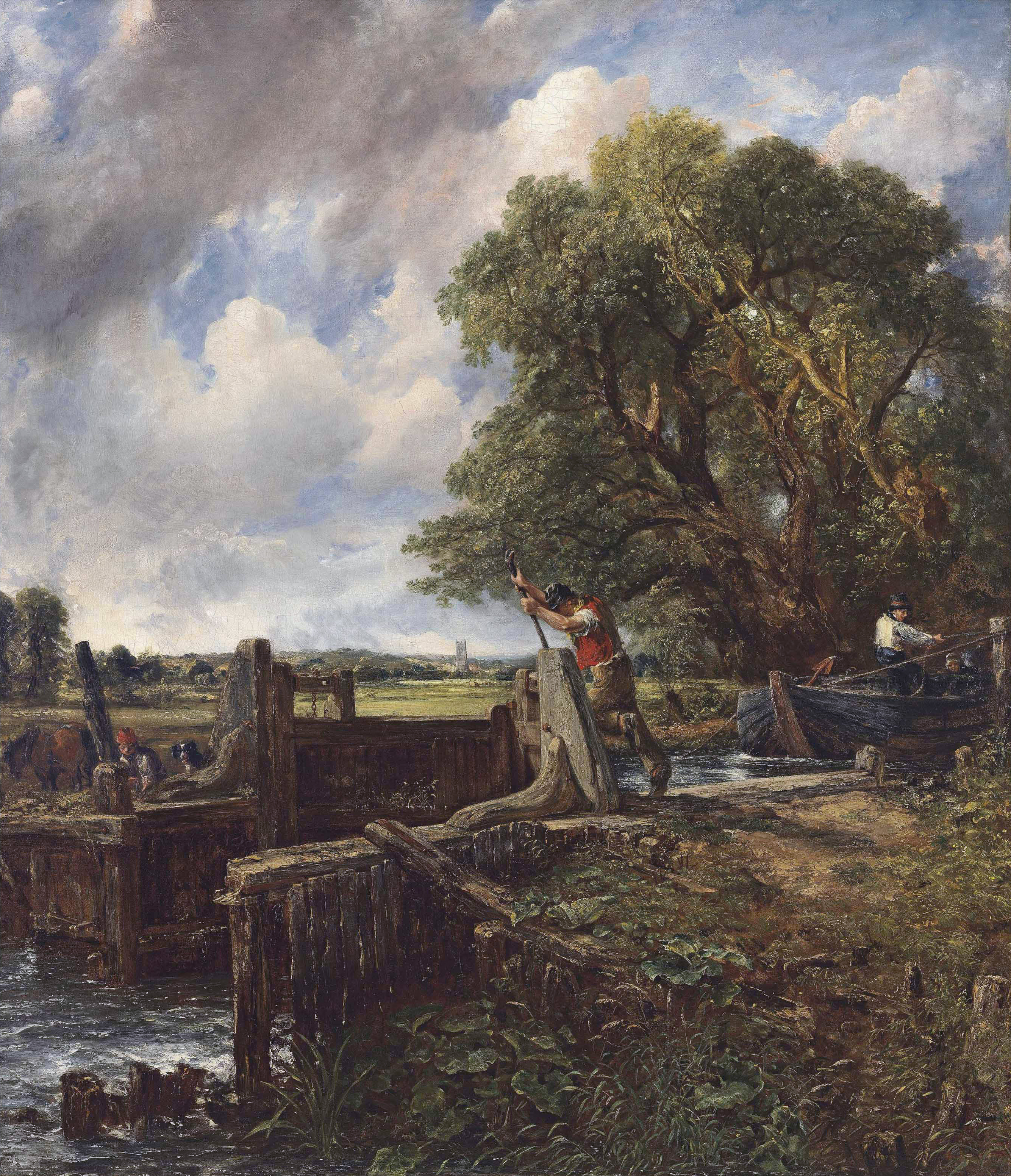
La esclusa de John Constable. Expuesta en Museo Thyssen 1992-2012 hasta subasta

### Museo Carmen Thyssen Málaga
El 24 de abril de 2011 inaugura el Museo Carmen Thyssen Málaga en colaboración con el Ayuntamiento de Málaga, para la parte principal de su colección sobre pintura española y andaluza del siglo XIX, con un total de 267 obras, produciendo una fuerte revitalización en el entorno de la calle Compañía, hasta entonces degradado en el centro histórico de Málaga. Además del impulso cultural, se produjo la recuperación urbana, con la restauración del Palacio de Villalón como máximo exponente. Posteriormente, se cedieron más obras al museo de Málaga alcanzándose la cifra de 285 en régimen de cesión gratuita.

### Venta deLa esclusa
Carmen Thyssen sacó a subasta en 2012 la primera versión de La esclusa, una de las obras más excepcionales y valoradas de John Constable, debido a sus problemas de liquidez. En 2015 vendería por la misma razón la finca Villa Favorita en Lugano, antigua sede de la colección Thyssen; se filtró que el trato rondó los 60 millones de euros.
Antes de poner a la venta el cuadro de Constable en el mercado internacional se lo ofreció al Estado español, del cual recibió una negativa por la grave crisis económica que sufría el país. Esta joya de su colección, que se encontraba expuesta en el Museo Thyssen desde 1992 como préstamo temporal gratuito, fue adquirida por el barón Thyssen en 1990, por 10,8 millones de libras, ostentando el récord de la pintura británica más cara de la historia durante 16 años. Se remató en Christie's por 22,4 millones de libras (27,9 millones de euros).

### Colección Carmen Thyssen-Bornemisza
La colección Carmen Thyssen-Bornemisza ha mantenido durante años un febril desarrollo, prolongando los afanes coleccionistas de la saga Thyssen; si bien se ha ampliado con registros bien diferentes de los que caracterizaron la anterior colección, pues la baronesa ha dado énfasis al arte español del siglo XIX, especialmente los géneros costumbristas. Con todo, su colección incluye obras importantes de épocas y estilos muy dispares, desde un San Pedro de Simone Martini hasta cuatro estatuas de mármol de Rodin y un variado repertorio de Paul Gauguin, entre los que se encuentra el preciado Mata Mua, cuyo precio de mercado se estima en 180 millones de dólares. El Museo Thyssen-Bornemisza en Madrid expone (desde 2022, bajo contrato de arrendamiento) una selección de arte internacional, con la vista puesta en un acuerdo definitivo.

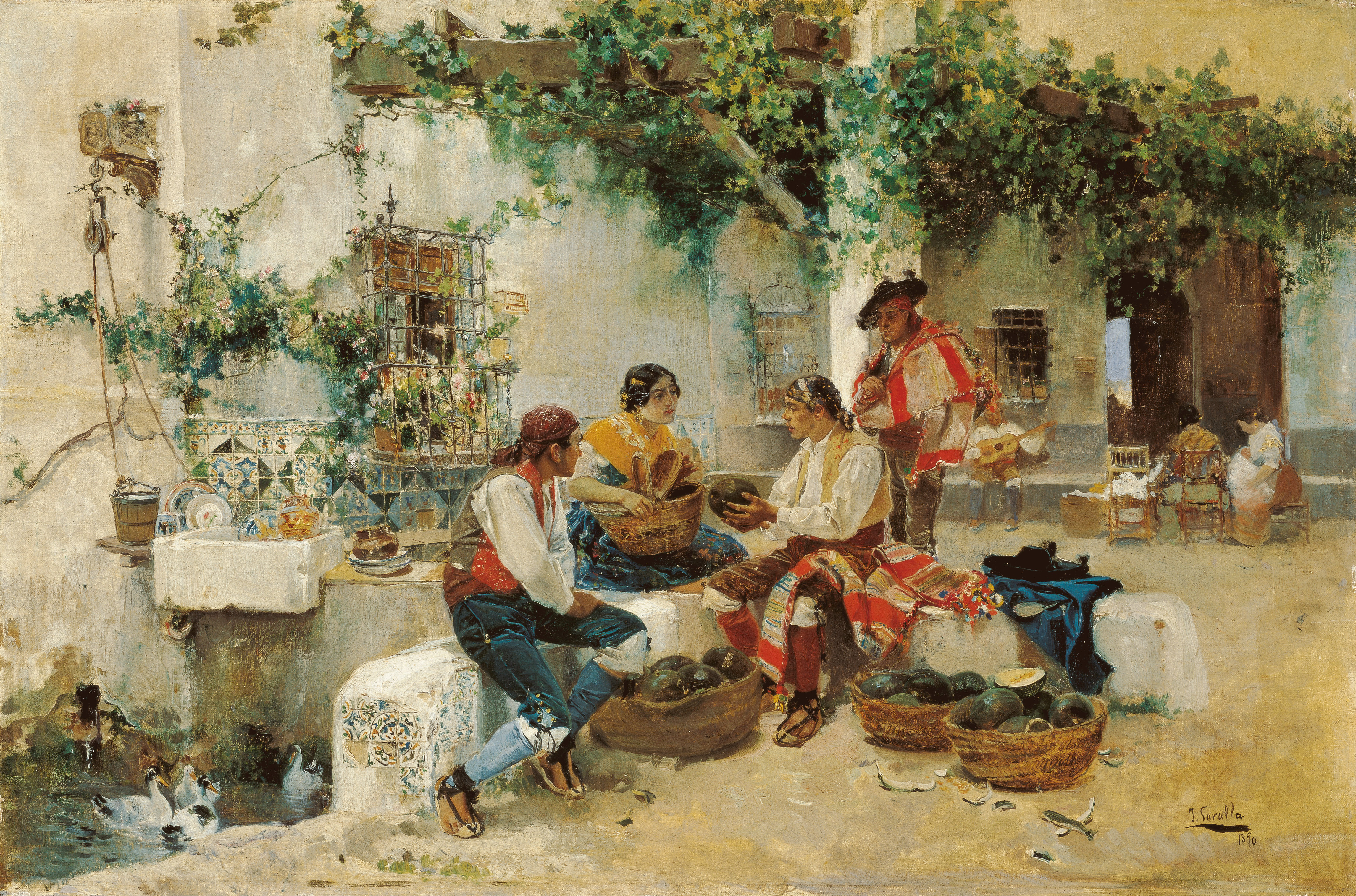
Joaquín Sorolla, Vendiendo Melones
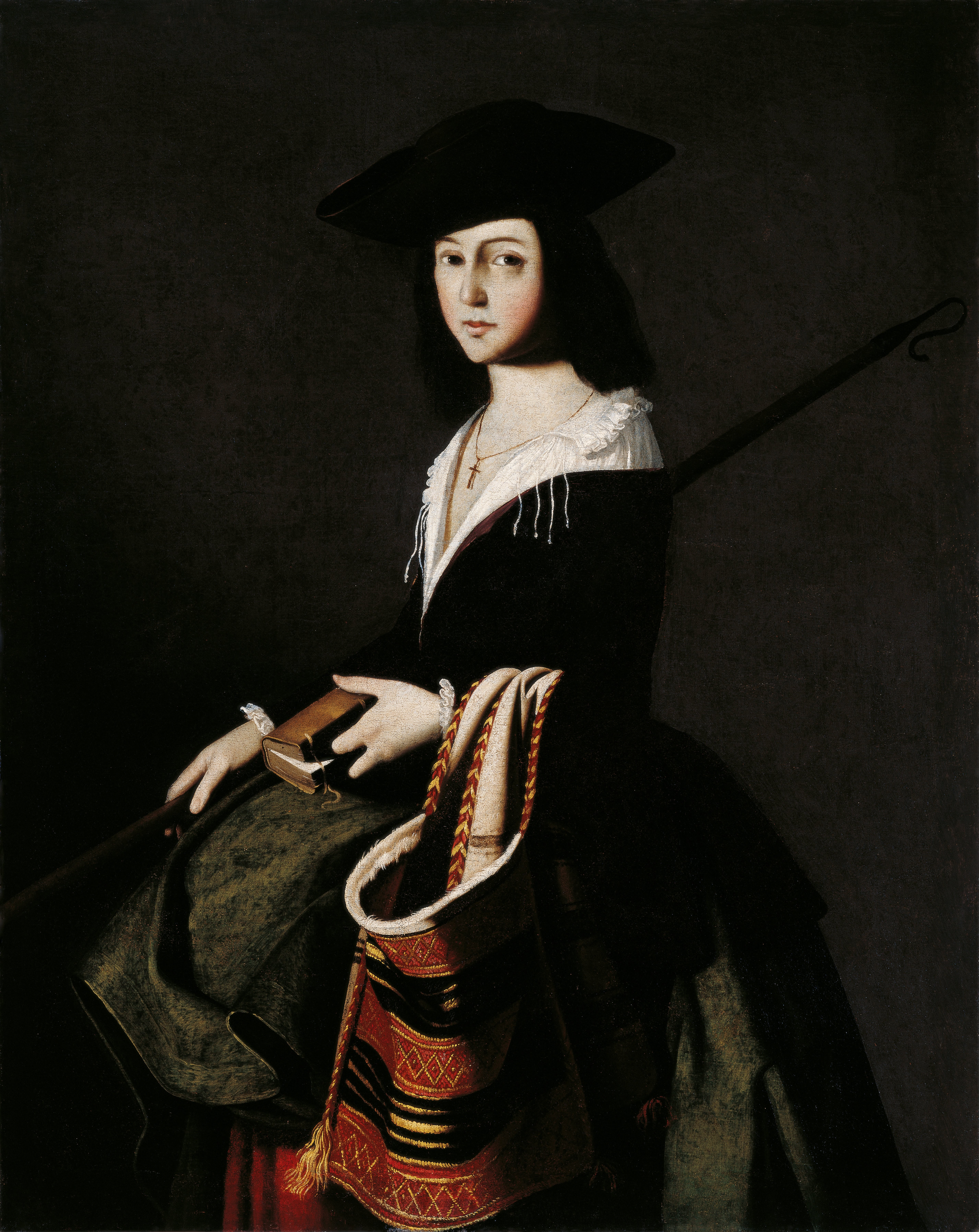
Zurbarán, Santa Marina
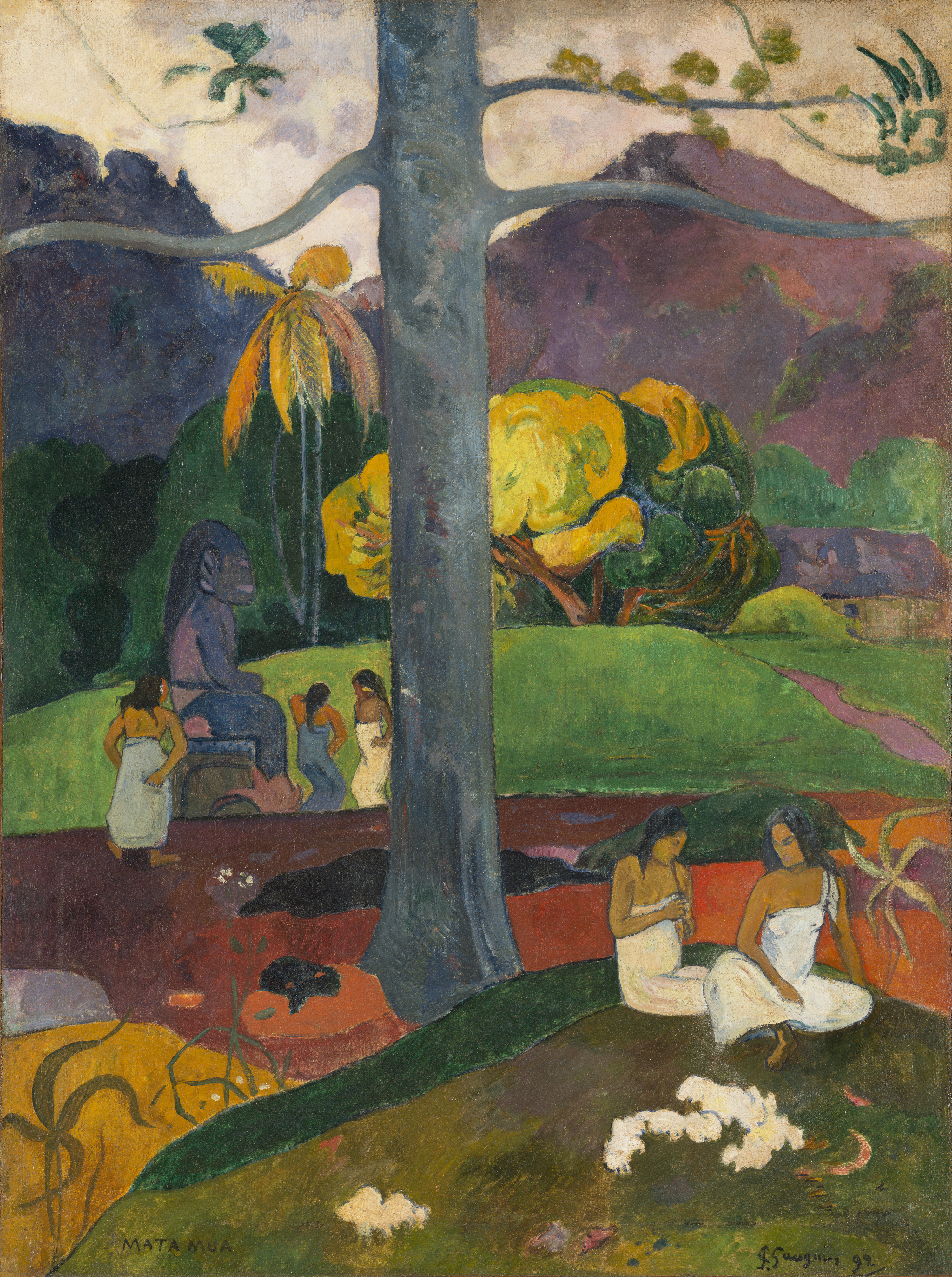
Paul Gauguin, Mata Mua
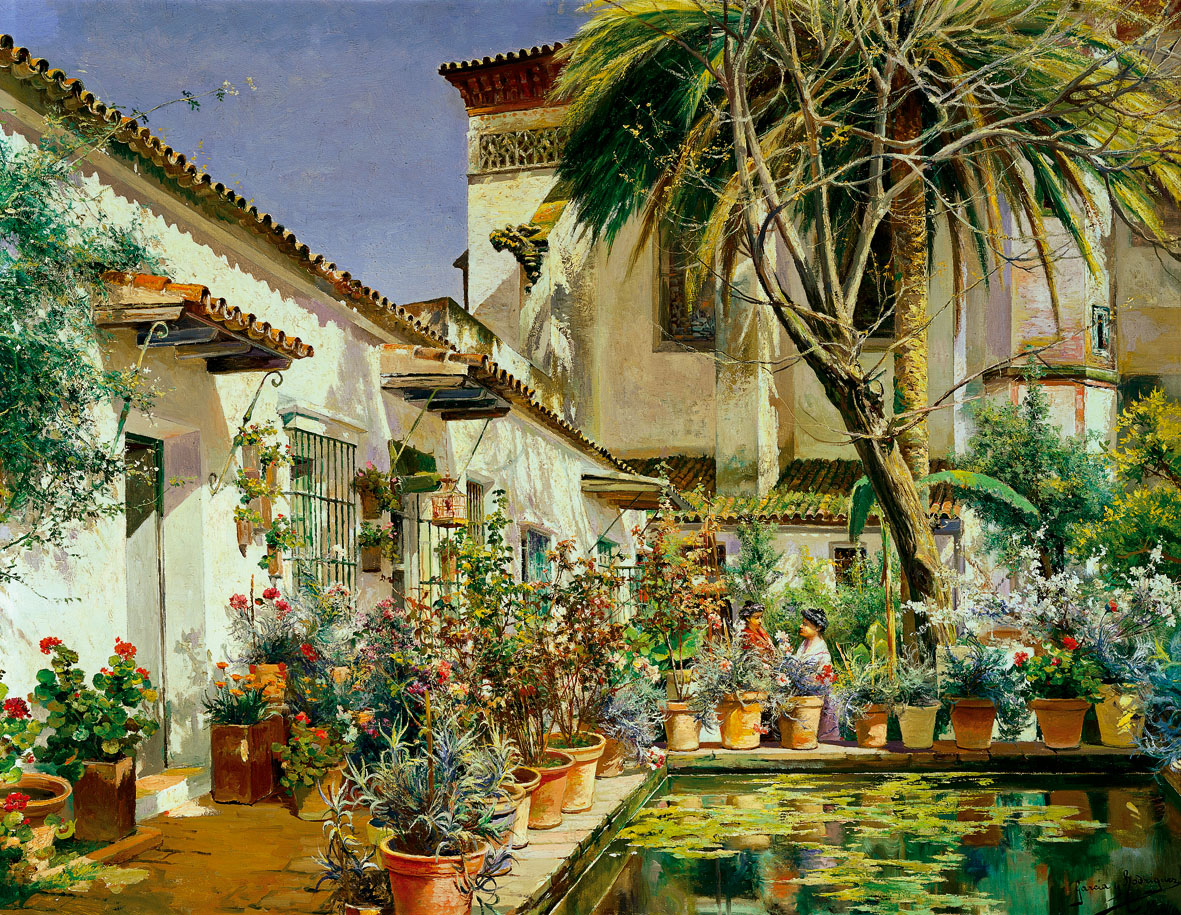
Manuel García, Compás del convento de Santa Paula, Sevilla

### Museo Carmen Thyssen Barcelona
En diciembre de 2024, formalizó en el gótico Saló de Cent del Ayuntamiento de Barcelona, la creación del Museo Thyssen en la ciudad, con la finalidad que sea «un museo del siglo XXI con todos los pormenores que conlleva». Se ubicará en el antiguo Cine Comedia, en el enclave del Paseo de Gràcia y la Gran Vía, y está previsto que abra al público hacia 2027-2028.

## Distinciones honoríficas
Cervera ha recibido diversos reconocimientos por su actividad como mecenas. El 2 de mayo de 2011 recibió la Gran Cruz de la Orden del Dos de Mayo de manos de la presidenta de la Comunidad de Madrid, Esperanza Aguirre, en los actos oficiales del Día de la Comunidad. El 20 de septiembre de 2011 fue nombrada Académica de Honor de la Real Academia de Bellas Artes de San Telmo. Días después, la baronesa recibe también la distinción Malagueña del año 2011. El 1 de octubre de 2008 la baronesa inauguró su estrella en el Paseo de la Fama de Puerto Banús.
- Dama Gran Cruz de la Orden de Isabel la Católica (1988).[98]
- Premio a la mujer mejor calzada de España 2002 Museo del Calzado de Elda.[99]
- Dama Gran Cruz de la Orden del Dos de Mayo (2011)[100]
- Medalla al Mérito Turístico, otorgada por el Consejo de Ministros de España (2014).[101]
- Académica Honoraria de la Real Academia de Bellas Artes de San Telmo (2011)
- Premio Laurel Platinum (2014).[102]